# Bramy miejskie we Wrocławiu

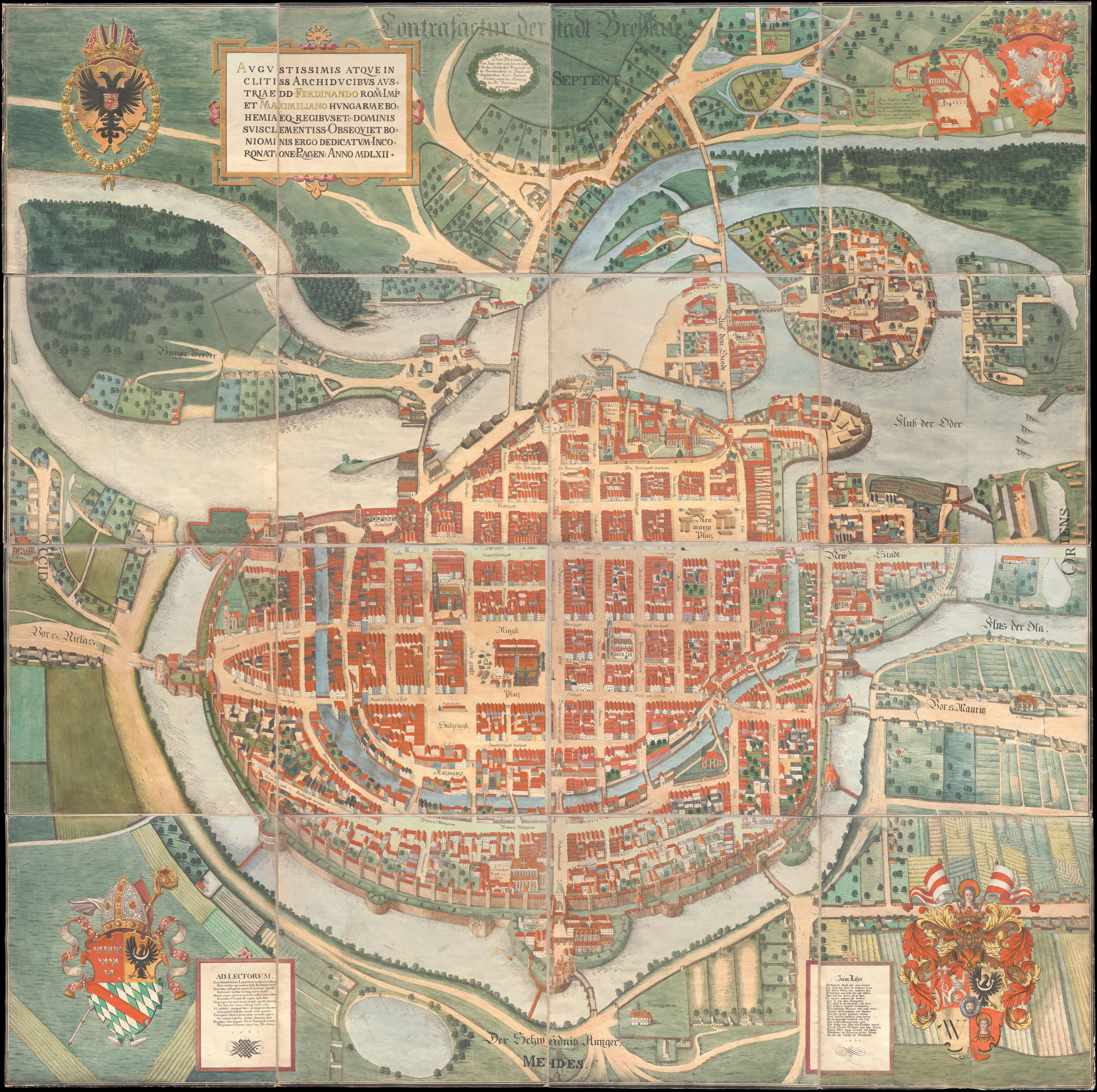
Aksonometryczny plan Wrocławia z 1562, kopia Partscha z 1826 r.

Bramy miejskie we Wrocławiu – bramy wjazdowe do miasta lokacyjnego w obrębie miejskich murów obronnych. Było ich 8 (pięć oryginalnych i trzy zbudowane później), dodatkowo źródła wspominają Bramę Nową w Nowym Mieście.
Najstarsze księgi miejskie wzmiankują bramy w następującej kolejności:
1. Brama Świdnicka (XIII wiek)
2. Brama Mikołajska (XIII wiek)
3. Brama Oławska (XIII wiek)
4. Brama Ruska (XIII wiek)
5. Brama Piaskowa (XIII wiek)
6. Brama Sakwowa (XIV wiek)
7. Brama Ceglarska  (XIV wiek)
8. Brama Odrzańska  (XIV wiek)